# Ющин (Нижньосілезьке воєводство)
Ющин (пол. Juszczyn, нім. Lampersdorf) — село в Польщі, у гміні Шрода-Шльонська Сьредського повіту Нижньосілезького воєводства.
Населення — 359 осіб (2011).
У 1975-1998 роках село належало до Вроцлавського воєводства.

## Демографія
Демографічна структура станом на 31 березня 2011 року:
|          | Загалом | Допрацездатний вік | Працездатний вік | Постпрацездатний вік |
| -------- | ------- | ------------------ | ---------------- | -------------------- |
| Чоловіки | 167     | 34                 | 126              | 7                    |
| Жінки    | 192     | 43                 | 116              | 33                   |
| Разом    | 359     | 77                 | 242              | 40                   |